# エアアジア

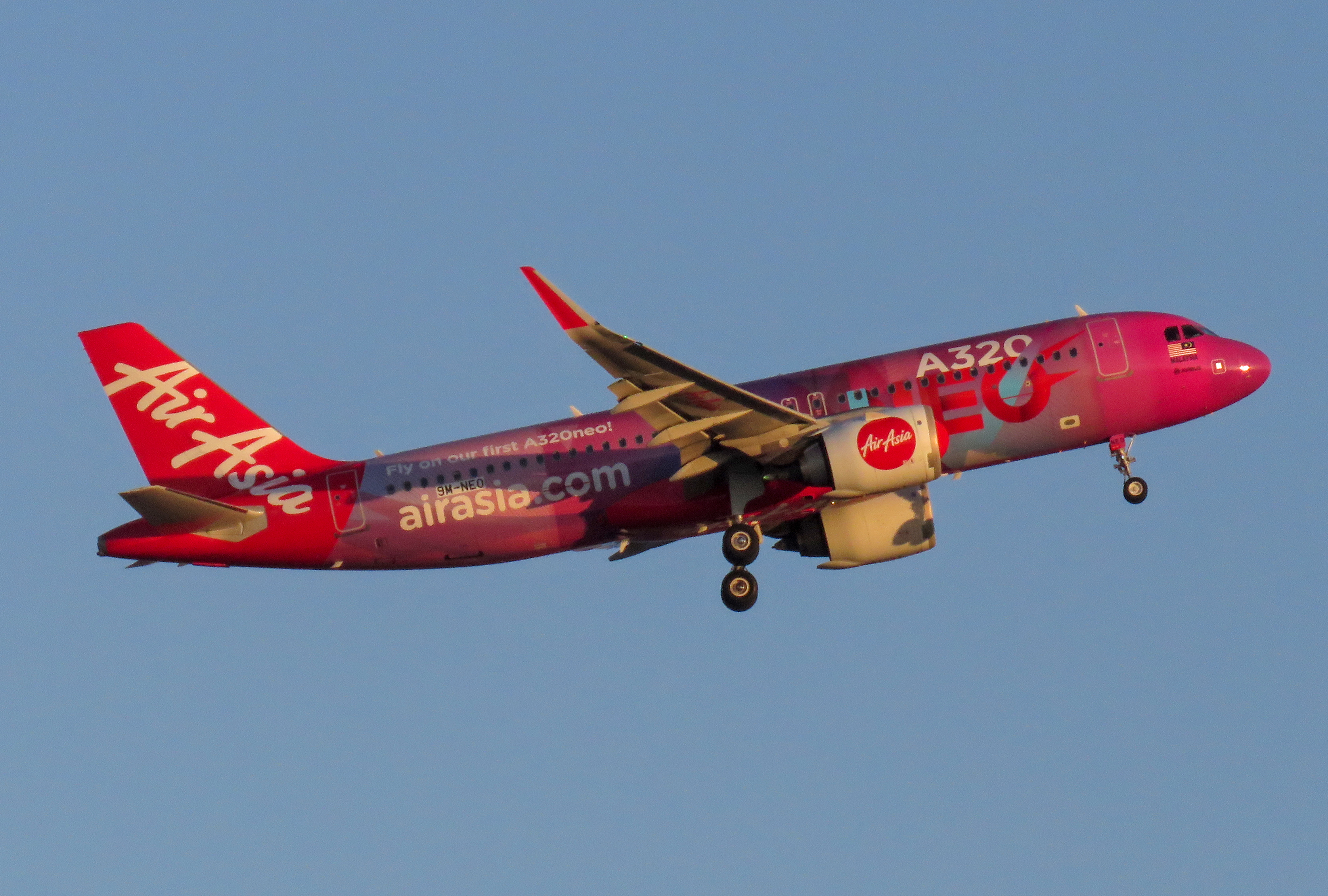
エアバスA320neo

エアアジア（マレー語: AirAsia）は、キャピタルA (マレー語: Capital A Berhad) によって運行されているマレーシアの格安航空会社 (LCC) である。

## 概説
多くのグループ企業を抱える世界屈指の規模のLCCである。クアラルンプール国際空港を拠点に路線網を構築している。2014年には大規模なLCC専用ターミナル「Klia2」が開業した。
手荷物の受託は有料で、5リンギットである。機内清掃の簡素化を図るため、座席は革張りである。事前座席指定は15 - 25リンギットだが、子供・高齢者などは割引がある。一部路線でパック入りミネラルウォーターが提供される以外は飲料・軽食は有料にて販売される。予めオンラインで予約した場合は割引価格で提供される。原則として機内に飲食物を持ち込むことはできない。
クアラルンプール市内に近いスルタン・アブドゥル・アジズ・シャー空港に本拠地を移転する計画があったが、マレーシア政府に拒否された。

## 歴史
設立当初は、マレーシア政府系の重工業会社DRB-ハイコムの傘下だったが、後に業績は低迷し、経営破綻状態となった。大手レコード会社、ワーナー・ミュージックのアジア地域役員だったトニー・フェルナンデス は、持株会社チューンエア を設立し、この会社は、2001年12月2日に1リンギットで買い取られた。
エアアジアは、クアラルンプール国際空港  を拠点空港とし、格安運賃を強みにマレーシア航空の国内線独占状態を破り、2003年から黒字化を達成した。有効座席キロ は2.19USセント（2005年度）である。
2003年、シンガポール・チャンギ国際空港の乗り入れをシンガポール当局から拒否されたため、シンガポールとの国境に隣接するジョホールバルのスナイ国際空港を第二の拠点と位置づけ、タイのバンコクへ国際線を就航させた。また、マレーシアのコタキナバル国際空港も拠点としている。
2004年には、タイとインドネシアに、それぞれ国内線を中心に運航する関連会社を設立。以後、マカオ、フィリピンのクラーク、カンボジアのシェムリアップやプノンペンなど、アジア各地に進出する。
2006年3月24日、クアラルンプール国際空港にLCCターミナル(Low Cost Carrier Terminal)が開業し、同社のすべての便が移転した。貨物地区に暫定的に建設されたもので、貨物上屋に容易に改装できる設計となっていた。旅客増加に対応するための暫定措置として2008年以降ターミナルの増築工事が行われた。
2006年以降、主力機材であったボーイング737-300型機を、順次エアバスA320型機に置き換え、2008年に移行を完了した。2010年、オーストラリアのジェットスター航空と、機材や部品の共同購入などで提携した。
2009年までウィリアムズF1の公式スポンサーでもあったが、2010年より、トニー・フェルナンデスCEO自らが代表を務めるロータス・レーシングが参入した。
2011年5月3日以降の予約についてはサーチャージを徴収していた。
2014年5月、クアラルンプール国際空港に新しいLCCターミナル「Klia2」が開業した。
2014年12月、インドネシア・エアアジア8501便墜落事故が発生、乗客・乗員計162名全員が死亡したと見られる。
2015年1月26日以降、燃油サーチャージは不要となった。
2016年8月、リオデジャネイロ五輪で金メダルを獲得したASEAN圏内の選手は生涯搭乗券を無料にすると発表した。銀・銅メダルの選手も5年間、2年間と無料になると発表し、ジョセフ・スクーリング選手ら6名が対象となった。
2022年1月28日、グループ持株会社の社名を「キャピタルA（CAPITAL A）」に変更したと発表した。

### 旧ロゴマーク

2002年-2007年[7]
2007年-2011年[7]
2011年-2020年[7]

## 保有機材

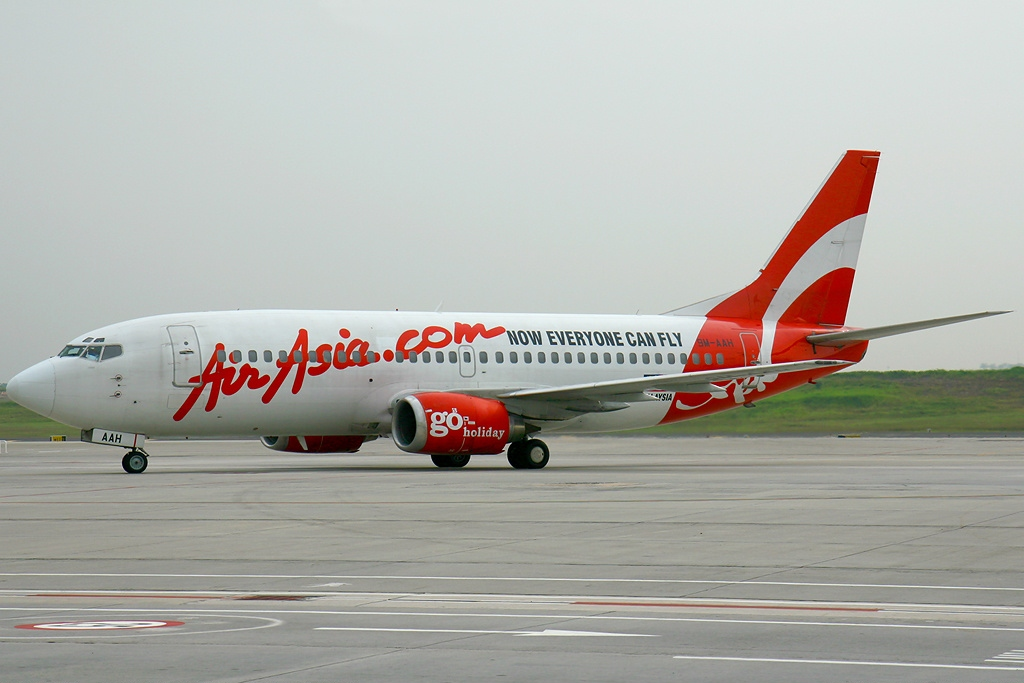
ボーイング737-300

### 運航機材
| 機種            | 保有数 |
| --------------- | ------ |
| エアバスA320    | 68     |
| エアバスA320neo | 29     |
| エアバスA321    | 3      |
| エアバスA321neo | 8      |
| 合計            | 108    |

### 発注機材
- エアアジア・グループ全体で、エアバスA320シリーズ総発注機数592機にのぼり、エアバスが納入する単一通路航空機の最大顧客である。A320シリーズについてはエンジンは全てCFM製エンジンを選択している。
- 2011年6月23日、エアバスA320 neoを200機発注した[10]。
- 2025年7月5日、エアバスA321XLRを70機発注した[11]。

### 退役機材
- ボーイング737-300（148席仕様）会社設立期に十数年運用後、グループ内他社へ転籍し、現在は全機引退済み。

## 就航路線
| 地域       | 国             | 就航地 |
| ---------- | -------------- | --- |
| 東南アジア | マレーシア     | マレー半島 : クアラルンプール、 アロースター、ジョホールバル、コタバル、クアラトレンガヌ、ランカウイ島、ペナン島 ボルネオ島 : ビントゥル、コタキナバル、クチン、ラブアン島、ミリ、サンダカン、シブ、タワウ |
| 東南アジア | ブルネイ       | ブルネイ |
| 東南アジア | カンボジア     | プノンペン、シェムリアップ |
| 東南アジア | インドネシア   | バリクパパン、バンダ・アチェ、バリ島、ジャカルタ、クルタジャティ、マカッサル、メダン、パダン、プカンバル、ジョグジャカルタ                                                                                 |
| 東南アジア | ミャンマー     | ヤンゴン |
| 東南アジア | フィリピン     | セブ、マニラ |
| 東南アジア | シンガポール   | シンガポール |
| 東南アジア | タイ           | バンコク/ドンムアン、チェンマイ、クラビー、プーケット |
| 東南アジア | ベトナム       | ダナン、ハノイ、ホーチミン、ニャチャン、フーコック島 |
| 南アジア   | バングラデシュ | ダッカ |
| 南アジア   | インド         | ベンガルール、チェンナイ、コーチン、ハイデラバード、コルカタ、ティルチラーパッリ |
| 南アジア   | モルディブ     | マレ |
| 南アジア   | スリランカ     | コロンボ |
| 東アジア   | 中国           | 北京大興、広州、桂林、掲陽、昆明、南寧、泉州、深圳、武漢 |
| 東アジア   | 香港           | 香港 |
| 東アジア   | マカオ         | マカオ |
| 東アジア   | 台湾           | 台北/桃園、高雄 |
| 東アジア   | 日本           | 福岡(2025年8月15日より就航予定) |

2023年7月現在

## グループ航空会社
| 航空会社名                     | 設立年 | 拠点空港                                               | 運航機材数 |
| ------------------------------ | ------ | ------------------------------------------------------ | ---------- |
| エアアジア(AK)                 | 1993年 | クアラルンプール国際空港                               | 70         |
| タイ・エアアジア（FD）         | 2003年 | ドンムアン空港（バンコク）                             | 54         |
| インドネシア・エアアジア（QZ） | 2005年 | スカルノ・ハッタ国際空港（ジャカルタ）                 | 22         |
| エアアジア X（D7）             | 2006年 | クアラルンプール国際空港                               | 12         |
| エアアジア・フィリピン（Z2）   | 2012年 | ニノイ・アキノ国際空港（マニラ）                       | 16         |
| タイ・エアアジア X（XJ）       | 2013年 | スワンナプーム国際空港（バンコク）                     | 6          |
| エアアジア・カンボジア         | 2022年 | プノンペン国際空港、シェムリアップ・アンコール国際空港 | 1          |

参入計画
| 設立国   | 備考 |
| -------- | --- |
| 中国     | 中国光大集団、河南省と覚書を結び、鄭州を拠点に運航する計画があった。その後、この計画は失効した。                                                                               |
| ベトナム | 2017年5月、旅行会社と提携し、ニャチャン-東京 間などの路線を運航する計画。2018年12月、TMGroup（旅行会社）、Hai Au Aviationと提携し新会社を設立、2019年8月に運行開始を目指した。 |

かつて運航していた・計画された航空会社
- ベトジェット・エアアジア (VietJet AirAsia) - ベトジェットエアと合弁で設立する予定であったが[21]、撤回された[22]。
- エアアジア・ゼスト (AirAsia Zest) - 2013年に提携、2016年にエアアジア・フィリピンと経営統合。
- エアアジア・ジャパン (2011-2013) - 2011年8月に全日本空輸（現・ANAホールディングス)と合弁でエアアジア・ジャパンとして設立されたが[23]、2013年6月に合弁を解消し、エアアジアブランドでの運航も同年10月26日に終了した[24]。その後バニラ・エアへと社名を変更し運航を行っていたが、2019年にPeach Aviationに統合された。
- エアアジア・ジャパン (2014-2020) - 2017年運航開始、2020年運航終了。上記「エアアジア・ジャパン」とは別の会社。
- インドネシア・エアアジア X - 2019年1月、運航停止[25]
- エアアジア・インディア - 2022年、タタグループのエア・インディア傘下に入り、エア・インディア・エクスプレスと統合予定である。

## テレビ番組
- 日経スペシャル ガイアの夜明け 大空の格安競争 ～国際線で巻き起こる低価格旋風～（2008年1月29日、テレビ東京）[26] - 長距離路線運行の狙いを取材。

## 関連事業
- en:Tune Group
  - Capital A (Tune Air)
    - AirAsia MOVE - スマートフォン向けアプリ
    - teleport - 物流
    - bigpay - ファイナンス
    - santan - フードデリバリー
    - Ground Team Red (GTR) - 空港ハンドリング
    - Asia Digital Engineering (ADE) - 航空機メンテナンス
    - AirAsia Academy - 教育
    - IKHLAS - イスラム教徒向けサービス
    - Grocer

  - チューン・ホテルズ
  - en:Tune Talk - 情報通信
  - Tune Protect - 保険
  - Tune Studios - 音楽
  - en:Epsom College in Malaysia - 教育

詳細はCorporate Structureを参照